# Lijst van Luxemburgse beeldhouwers

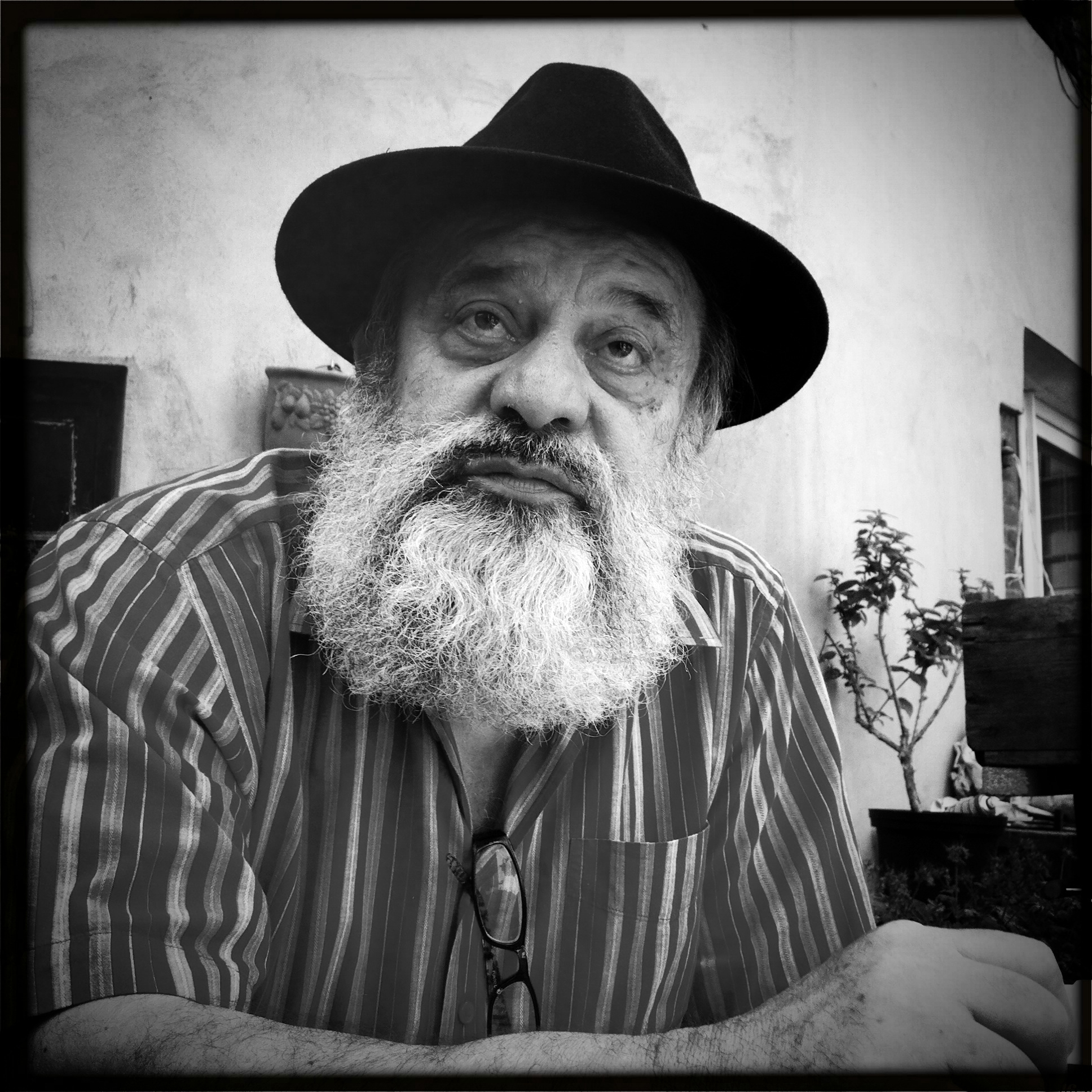
Jean-Pierre Adam

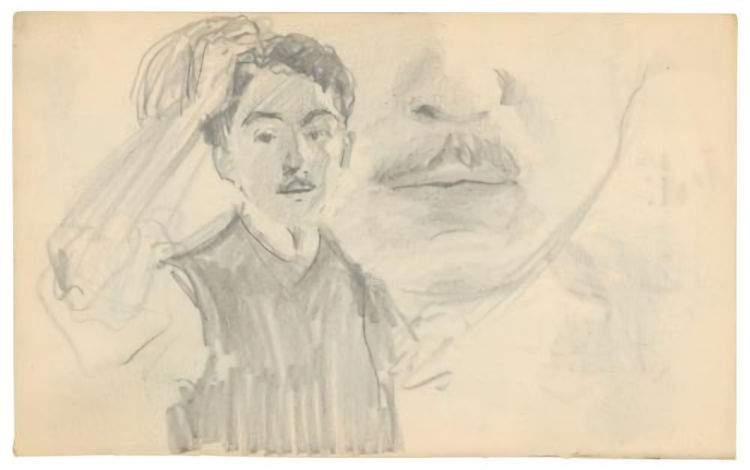
Claus Cito

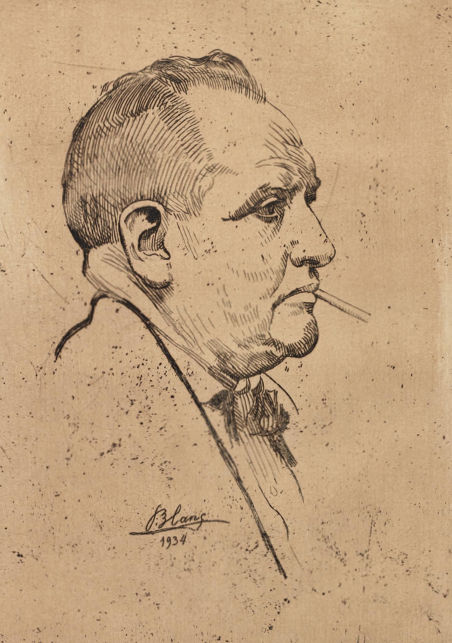
Jean Curot

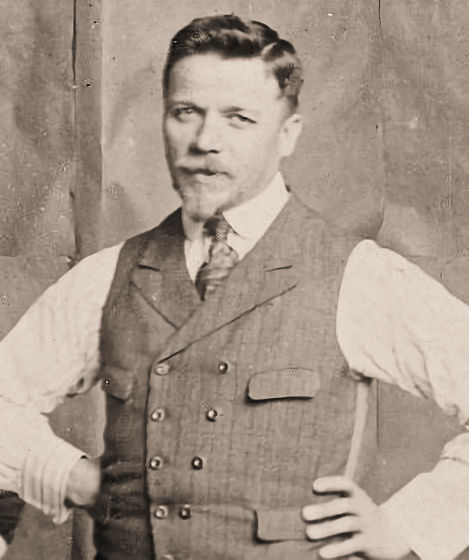
Jean Mich

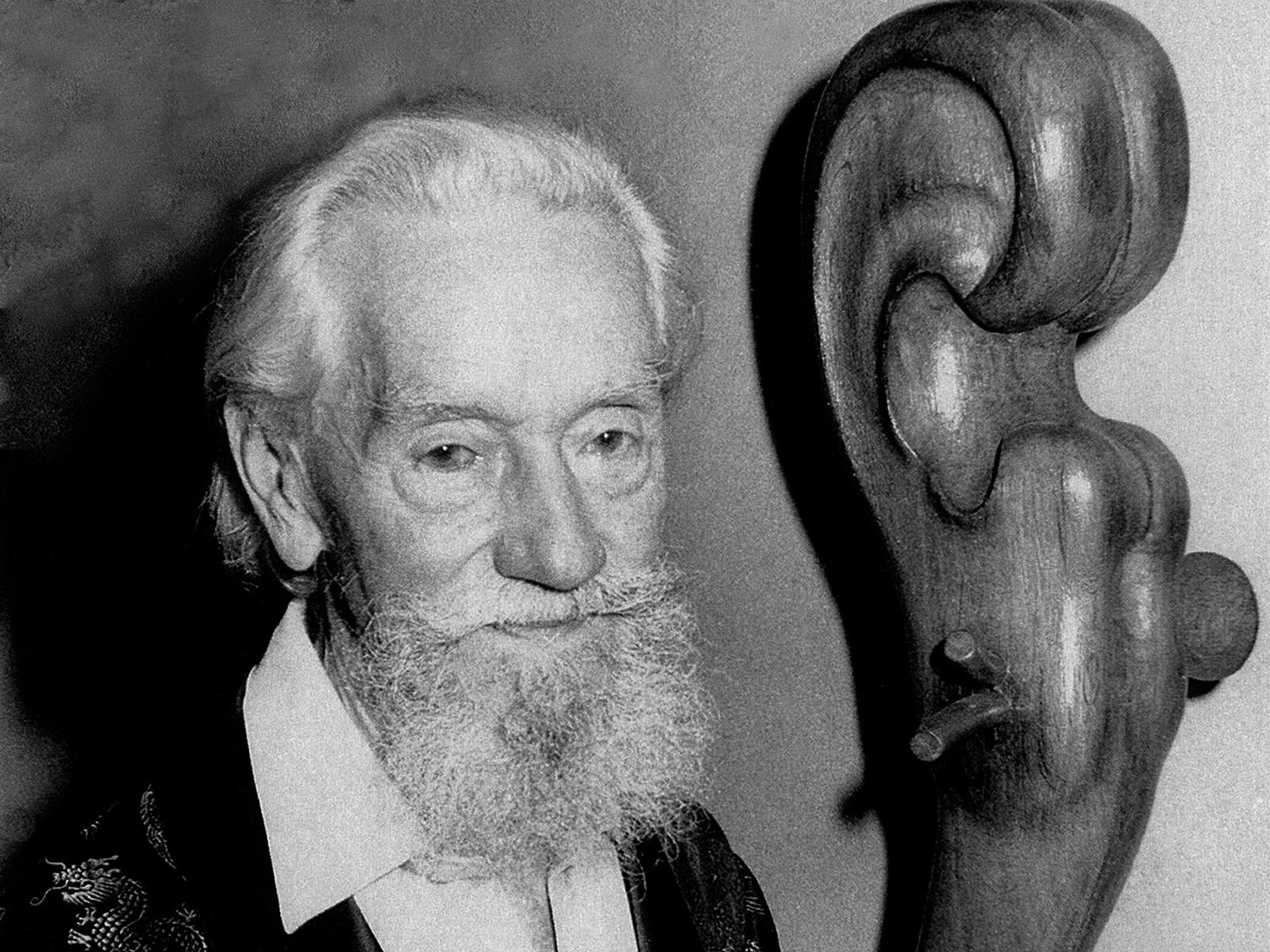
Wenzel Profant

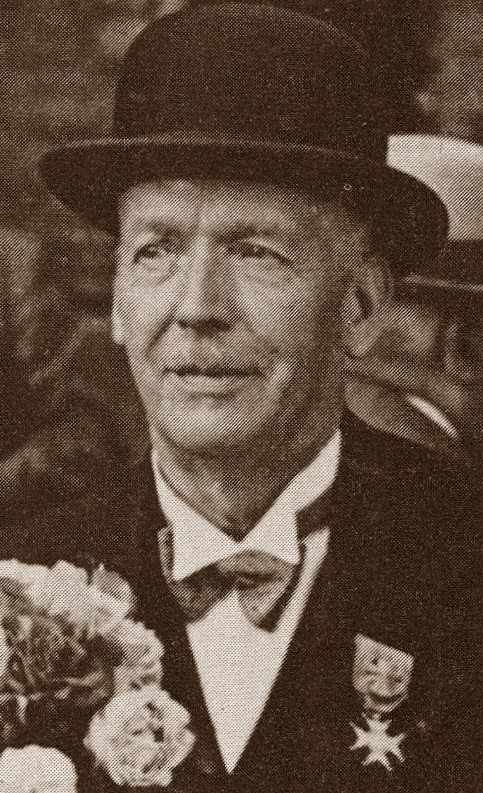
Jean-Baptiste Wercollier

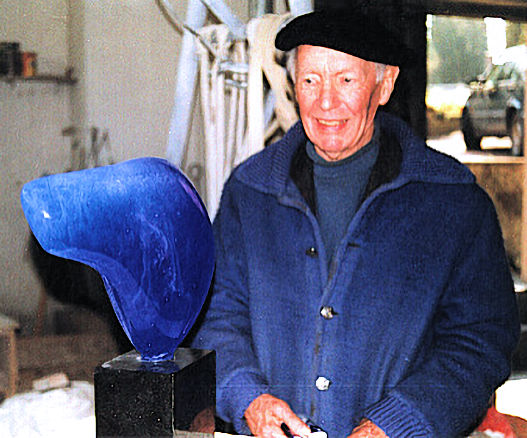
Lucien Wercollier

Dit is een lijst van Luxemburgse beeldhouwers waarover een artikel in de Nederlandstalige Wikipedia staat.

## A
- Jean-Pierre Adam (1941-2014)
- Philippe Arnold (1913-1983)

## B
- Jhemp Bastin (1963)
- Manon Bertrand (1954)
- Jeannot Bewing (1931-2005)
- Jean Blaise (1872-1937)
- Robert Brandy (1946)

## C
- Claus Cito (1882-1965)
- Gérard Claude (1956)
- Jean Curot (1882-1954)

## D
- Aloyse Deitz (1909-1975)
- Henri Demuth (1884-1961)
- Michel Deutsch (1837-1905)
- Adolphe Deville (1935-2002)
- Jacques Dollar (1926-2017)

## E
- Serge Ecker (1984)
- Charlotte Engels (1920-1993)

## F
- Pierre Federspiel (1864-1924)
- Tom Flick (1968), beeldhouwer
- Prosper Friob (1902-1995)
- Marc Frising (1960)

## G
- Lino Galvão (1961)
- Yvette Gastauer-Claire (1957)
- Alex Gilbert (1954)
- Jean-Pierre Georg (1926-2004)
- Jean Goedert (1943-1998)
- Gust Graas (1924-2020)
- Nina Grach-Jascinsky (1903-1983)
- Ernest Grosber (1884-1955)

## H
- Michel Haagen (1893-1943)
- Albert Haas (1928-1983)
- Albert Hames (1910-1989)
- Liliane Heidelberger (1935-2019)
- Michel Heintz (1944-2013)
- Frantz Heldenstein (1892-1975)
- Huguette Heldenstein (1926)
- Florence Hoffmann (1966)
- Émile Hulten (1914-1969)

## J
- Josy Jungblut (1911-1979)
- Michel Jungblut (1887-1977)

## K
- Théo Kerg (1909-1993)
- Marie-Josée Kerschen (1952)
- Roger Kieffer (1940-2009)
- Pierre Kipgen (1868-1934)
- Charles Kohl (1929-2016)
- Max Kohn (1954)
- Albert Kratzenberg (1890-1966)

## L
- Julien Lefèvre (1907-1984)
- Jean Leyder (1943)
- Patricia Lippert (1956)
- Wil Lofy (1937-2021)
- Raymond Lohr (1955)
- Edmond Lux (1916-2004)

## M
- Tung-Wen Margue (1959)
- Jhang Meis (1947)
- Jean-Théodore Mergen (1884-1942)
- Patrick Meyer (1972)
- Jean Mich (1871-1932)
- Jemp Michels (1906-1989)
- Pit Molling (1984)
- Iva Mrázková (1964)

## N
- Barthélemy Namur (1729-1779)
- Bertrand Ney (1957)
- Moritz Ney (1947)
- Pit Nicolas (1939)
- Jean Noerdinger (1895-1963)
- Léon Nosbusch (1897-1979)

## P
- Raymond Petit (1954)
- Wenzel Profant (1913-1989)
- Dany Prum (1965)

## R
- Remo Raffaelli (1941-2020)
- Marc Henri Reckinger (1940-2023)
- Rita Reining (1888-1963)

## S
- Aurelio Sabbatini (1909-1987)
- Bettina Sabbatini (1942)
- Jean-Claude Salvi (1957)
- Rafael Springer (1958)
- Maggy Stein (1931-1999)
- Armand Strainchamps (1955-2023)

## T
- Lé Tanson (1914-1999)
- Nico Thurm (1938)
- Auguste Trémont (1892-1980)

## U
- Arthur Unger (1932-2024)

## V
- Ann Vinck (1953)
- Wouter van der Vlugt (1970)

## W
- Robert Weimerskirch (1923-2015)
- Aloyse Weins (1901-1975)
- Benedicte Weis (1949)
- Jean-Baptiste Wercollier (1868-1946)
- Lucien Wercollier (1908-2002)